# 앤 V. 코츠
앤 보스 코츠(영어: Anne Voase Coates, 1925년 12월 12일 ~ 2018년 5월 8일)는 영국의 영화 편집자이다. 대표작은 데이비드 린 감독의 《아라비아의 로렌스》(1962)이며, 이외 《엘리펀트 맨》(1980), 《오리엔트 특급 살인》(1974), 《사선에서》(1993), 《에린 브로코비치》(2000), 《황금나침반》(2007), 《그레이의 50가지 그림자》(2015)가 있다. 《아라비아의 로렌스》로 아카데미 편집상을 수상했고, 이후 몇 번이나 더 후보가 되었으나 재차 수상하지는 못했다. 2017년에는 아카데미 공로상을 수상했다.
2018년 5월 8일 92세를 일기로 숨졌다.

## 연출 작품 목록
| 연도 | 제목                     | 원제                         | 감독            | 비고                                             |
| ---- | ------------------------ | ---------------------------- | --------------- | ------------------------------------------------ |
| 1958 | 말의 입                  | The Horse's Mouth            | 로널드 님       |                                                  |
| 1960 | 영광의 노래              | Tunes of Glory               | 로널드 님       |                                                  |
| 1962 | 아라비아의 로렌스        | Lawrence of Arabia           | 데이비드 린     | 아카데미 편집상 수상                             |
| 1964 | 베킷                     | Becket                       | 피터 글렌빌     | 아카데미 편집상 후보                             |
| 1974 | 오리엔트 특급 살인       | Murder on the Orient Express | 시드니 루멧     | 영국 아카데미상 편집상 후보                      |
| 1980 | 엘리펀트 맨              | The Elephant Man             | 데이비드 린치   | 아카데미 편집상 후보 영국 아카데미상 편집상 후보 |
| 1981 | 부시도                   | The Bushido Blade            | 톰 고타니       | 구로이와 요시타미 보조                           |
| 1981 | 래그타임                 | Ragtime                      | 밀로스 포먼     |                                                  |
| 1987 | 마스터 돌프              | Masters of the Universe      | 게리 고더드     |                                                  |
| 1991 | 밥에게 무슨 일이 있었나? | What About Bob?              | 프랭크 오즈     |                                                  |
| 1992 | 채플린                   | Chaplin                      | 리처드 애튼버러 |                                                  |
| 1993 | 사선에서                 | In the Line of Fire          | 볼프강 페테르젠 | 아카데미 편집상 후보 영국 아카데미상 편집상 후보 |
| 1995 | 콩고                     | Congo                        | 프랭크 마셜     |                                                  |
| 1996 | 스트립티즈               | Striptease                   | 앤드루 버그먼   |                                                  |
| 1997 | 미스터 룸바              | Out to Sea                   | 마사 쿨리지     |                                                  |
| 1998 | 표적                     | Out of Sight                 | 스티븐 소더버그 | 아카데미 편집상 후보                             |
| 2000 | 에린 브로코비치          | Erin Brockovich              | 스티븐 소더버그 | 영국 아카데미상 편집상 후보                      |
| 2001 | 스위트 노벰버            | Sweet November               | 팻 오코너       |                                                  |
| 2002 | 언페이스풀               | Unfaithful                   | 에이드리언 라인 |                                                  |
| 2007 | 황금나침반               | The Golden Compass           | 크리스 와이츠   |                                                  |
| 2010 | 해리슨 포드의 특별 조치  | Extraordinary Measures       | 톰 본           |                                                  |
| 2015 | 그레이의 50가지 그림자   | 50 Shades of Grey            | 샘 테일러존슨   |                                                  |